# دوري توفالو لكرة القدم 2001
دوري توفالو لكرة القدم 2001 هو موسم من دوري توفالو لكرة القدم. فاز فيه F.C. Niutao ‏.